# Metropolis (club)
Pour les articles homonymes, voir Metropolis.
Le Metropolis, renommé LOFT Metropolis depuis 2009, est l'une des plus grandes discothèques de France située au sud de Paris, à Rungis (94). Le bâtiment a pour originalité de former un pont au dessus de l'Autoroute A106. La discothèque est notamment connue pour avoir lancé le style de danse Tecktonik, qu'elle accueillait jusqu'en 2008.

## Historique
Le Metropolis a été inauguré en 1991 le nom était « Nouba Club » de 1978 à 1991 . La marque Metropolis a été déposée à l'Institut national de la propriété industrielle (INPI) le 11 octobre 2011.
En 2009, le Metropolis est l'objet de travaux importants de rénovation à l'issue desquels il est renommé LOFT Metropolis.
Le Metropolis est considéré comme la plus grande discothèque de la région Île-de-France,.
Plusieurs ambiances cohabitent au sein de la discothèque divisée en quatre parties : Le LOFT (DanceFloor Music), Le Manhattan (Rn’B / Hip Hop / Dancehall, Shatta), La Palmeraie (Disco Funk / Généraliste ), L’Hacienda (Zouk / Afro / Reggaeton).
Avant de devenir une discothèque, l'endroit était occupé par un restoroute, apparu au cinéma en 1976, dans L'Aile ou la Cuisse de Claude Zidi, sous l'enseigne fictionnelle Tricatel.
En 1990, le Metropolis est utilisé pour quelques scènes du film S'en fout la mort de Claire Denis.
En 2015, la discothèque est utilisée pour une scène du film Le Transporteur : Héritage de Luc Besson.
En 2021, le Metropolis est utilisé pour tourner quelques scènes du film Loin du périph.

## Pour approfondir